# Episodi di Rescue Me (seconda stagione)
La seconda stagione della serie televisiva Rescue Me, composta da 13 episodi, è stata trasmessa sul canale statunitense FX dal 21 giugno al 13 settembre 2005. 
In Italia è andata in onda in chiaro su Italia 1 dal 5 gennaio al 14 gennaio 2009 in orario notturno.
| nº | Titolo originale | Titolo italiano        | Prima TV USA      | Prima TV Italia |
| -- | ---------------- | ---------------------- | ----------------- | --------------- |
| 1  | Voicemail        | Messaggi in segreteria | 21 giugno 2005    | 5 gennaio 2009  |
| 2  | Harmony          | Armonia                | 28 giugno 2005    | 5 gennaio 2009  |
| 3  | Balls            | Un mestiere da uomini  | 5 luglio 2005     | 6 gennaio 2009  |
| 4  | Twat             | Insulti                | 12 luglio 2005    | 7 gennaio 2009  |
| 5  | Sensitivity      | Sensibilità            | 19 luglio 2005    | 7 gennaio 2009  |
| 6  | Reunion          | Riunione               | 26 luglio 2005    | 8 gennaio 2009  |
| 7  | Shame            | Vergogna               | 2 agosto 2005     | 9 gennaio 2009  |
| 8  | Believe          | Il ritorno di Janet    | 9 agosto 2005     | 12 gennaio 2009 |
| 9  | Rebirth          | Allarme                | 16 agosto 2005    | 12 gennaio 2009 |
| 10 | Brains           | Rimorsi                | 23 agosto 2005    | 13 gennaio 2009 |
| 11 | Bitch            | Sulle orme del padre   | 30 agosto 2005    | 13 gennaio 2009 |
| 12 | Happy            | Il filo spezzato       | 6 settembre 2005  | 14 gennaio 2009 |
| 13 | Justice          | Giustizia              | 13 settembre 2005 | 14 gennaio 2009 |